# 南京暴行：被遗忘的大屠杀
《南京暴行：被遗忘的大屠杀》（英語：The Rape of Nanking: The Forgotten Holocaust of World War II）是一部由美國華裔作家張純如於1997年出版的非小說類書籍，內容旨在介紹中國抗日戰爭期間日軍於1937年攻佔中國首都南京後的屠殺與各種暴行（即南京大屠殺）。該書是第一本以美國普羅大眾為對象的歷史敘事著作，被認為一定程度上補足了西方國家對南京大屠殺的認識。
該書在出版後短時間內便引起強烈迴響，曾登上《紐約時報》的暢銷書排行榜，還被翻譯成為多種語言，多名學者與報刊媒體給予其正面評價，如哈佛大學歷史系主任威廉·C·柯比稱「比以往的任何紀錄都更為詳細」；然而另一方面，該書亦受到「充滿了不實的資訊」、「愚蠢的分析」、「給予日本右翼反攻的借口」等負面批評。
該書的寫作亦促使作者張純如發現南京大屠殺的重要史料《拉貝日記》，並使其公諸於世。《美国在线》副總裁泰德·莱昂西斯也在閱讀本書後，決定贊助南京大屠殺紀錄片《南京》的拍攝。

## 寫作動機
本書作者張純如於1968年3月28日出生在美國紐澤西州普林斯頓，父親張邵進與母親張盈盈皆在二戰中的中國長大，後來流亡至美國、定居於伊利諾州，兩人皆是具有博士學位的高級知識份子。張純如在年幼時從父母首次聽說了南京大屠殺的故事，後者描述了日本人在南京的種種暴行，如「把嬰兒撕成兩半，甚至三塊、四塊，有一段時間長江水都被血染成紅色......」。張純如在本書導言中形容南京大屠殺「一直深藏在（她）心裡深處」，「隱喻著一種難以言說的邪惡」。為了了解屠殺的具體情況，張純如在中學時代便尋找當地的圖書館，卻一無所獲，張純如感到疑惑，認為南京大屠殺若真如其父母形容是「人類歷史上一次最野蠻的行為」，為何沒有相關著作記錄下來？然而張純如對此事的好奇心也很快便消散了。
張純如再度與南京大屠殺產生聯繫已是二十年後的事，此時她已是一名職業作家，從一名電影業友人口中得知有幾位美國東岸的製片人最近完成一部關於南京大屠殺的紀錄片，但礙於資金缺乏而無法進行宣傳和發行工作。這件事引起了張純如的興趣，進而接觸兩位紀錄片的製片人，一位是社會活動家邵子平，該人曾為聯合國工作，同時也是「紀念南京大屠殺死難同胞委員會」的上一屆主席，還曾協助製作過同為南京大屠殺紀錄片的錄影帶——《馬吉的證言》（Magee's Testament）。另一位是獨立製片人湯美如，曾與崔明慧合作了專題片——《以天皇的名義：南京大屠殺》（In The Name of the Emperor）。邵子平和湯美如後來介紹張純如進入社會活動家的圈子，圈內人多為第一代美籍與加拿大籍華人，張純如與他們一樣，認為有必要在屠殺倖存者全部去世前，將日軍在南京犯下的暴行全部記錄下來並公諸於眾。

1994年12月13日，張純如在加利福尼亞州庫比蒂諾參加了由「亞洲保護第二次世界大戰歷史全球聯盟」贊助的一場紀念南京暴行死難者的會議，中國兩岸的許多歷史學者都出席，並帶來了各自的著作和珍貴的歷史圖片，張純如在看過南京大屠殺的圖片後深受觸動，她寫道：
其中幾張是我一生當中所看到，最令人毛骨悚然的照片。雖然小時候聽過許多關於南京大屠殺的事情，但當我看到這些照片時，卻猝不及防——赤裸裸的黑白影像，被斬斷的首級，腸開肚破的人、赤身裸體、被強暴者強迫做出各種春宮姿勢的婦女，她們臉部扭曲、痛苦與羞愧的表情，令人永誌難忘……（中略）……更過份的是，這些劊子手還侮辱受難者，強迫他們承受最大的痛苦與屈辱才結束生命。我突然陷入恐慌，這種可怕的不尊重生命的行為，這種人類社會演化的大倒退，會不會被貶抑為歷史的一段小插曲，或被視為電腦程式中一個無足輕重的小毛病？悲劇可能隨時會重演，除非有人硬要世人記住它
當時的張純如剛完成其處女作——《錢學森傳》，正在尋找下一個寫作題目，會上展出的照片使她受到強烈的刺激，決定將下一部作品的主題定為南京大屠殺。在這場會議中，張純如也獲知当时西方社會對於南京大屠殺的出版物只有兩本英文小說——《天堂之樹》（Tree of Heaven）與《橙霧帳篷》（Tent of Orange Mist），兩本皆已於1995年出版，同時進行的還有一本大屠殺的圖片集——《南京的暴行：一段不容抹煞的歷史圖片故事》（The Rape of Nanking: An Undeniable History in Photographs，由華裔青年尹集均和史詠合編），還沒有人用英文寫出一本關於南京暴行的長篇紀實著作。張純如認為，南京大屠殺之所以在世界歷史上受到冷遇，不像納粹德國的猶太人大屠殺或是廣島原子彈爆炸那樣眾所皆知，就是因為受害者本身在保持沉默。在戰後冷戰背景的大環境下，有關各方共同造成了這一事件的歷史性忽略。無論是中华人民共和国還是中华民国都沒有向日本要求戰爭賠償。美國為了對抗蘇聯與中國的威脅、取得以前敵人——日本的忠誠與友誼，最終使其逃避了許多嚴厲的懲罰。日本的社會風氣也使討論中日戰爭成為一種禁忌，輕則失業，重則遭人刺殺，身為外國人要接近有關檔案資料更是困難，許多人也不願接受訪問，在這種環境下，有些日本歷史學者懷疑、詆毀、甚至是否認南京大屠殺的報導，使張純如決定有必要寫作本書的決心更為強烈。在一次約翰·霍普金斯大學校刊編輯蘇·德·帕斯奎爾（Sue De Pasquale）的採訪中，張純如說道：「我是帶著憤怒來寫這本書的，我不在乎這書能否賺錢，對我來說，讓世界了解1937年南京發生的事情是非常重要的。」

## 取材與考證

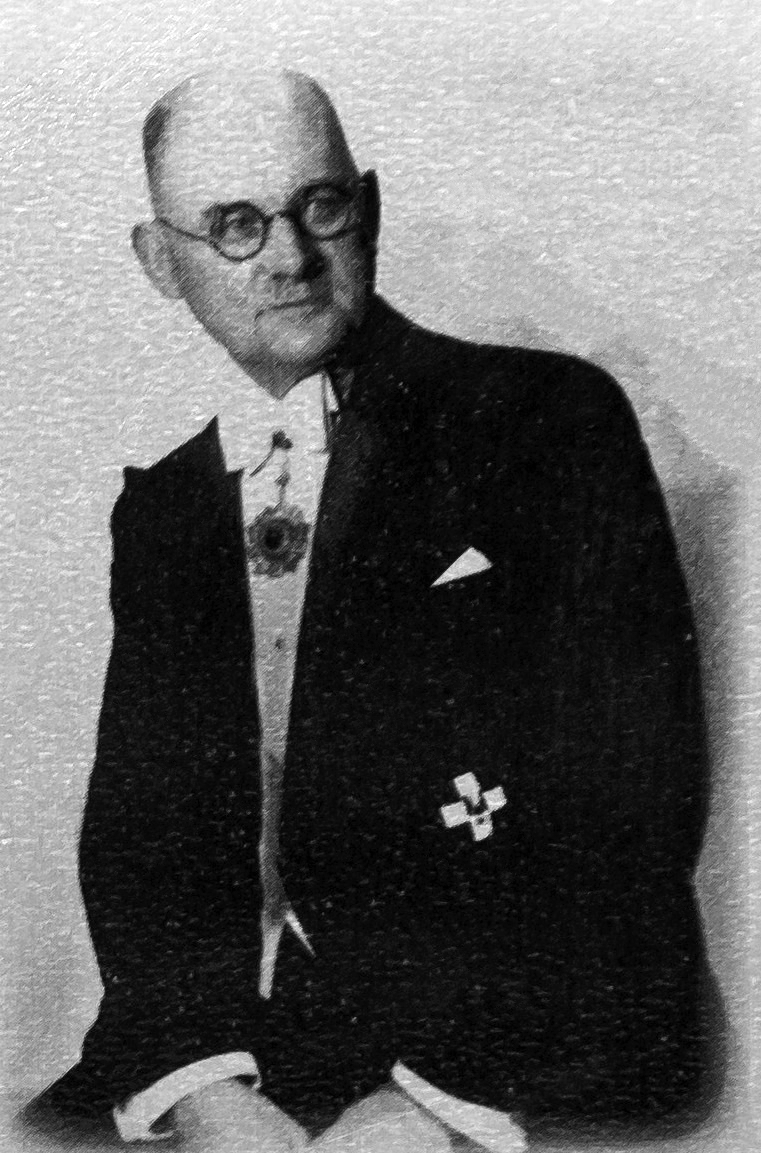
張純如寫作《南京暴行》時意外發現南京大屠殺時德國納粹黨人约翰·拉贝的日記，並將其公諸於世。張純如稱拉貝為「東方的辛德勒」。

1995年初，張純如於開始為《南京暴行》一書收集寫作資料，她首先在1月初前往華盛頓特區和紐約，試著從美國國家檔案館、國會圖書館和耶魯神學院查詢南京大屠殺的相關文獻，發現了大批至少由4種語言編寫的南京大屠殺原始資料，多由美國駐外使節和當時在南京的外籍醫生與記者的紀錄，另外還有日本軍人的日記、德國外交人員和納粹黨人的信件與報告、戰爭罪行的謄本、新聞報導、膠片、照片和一些中國倖存者的證詞，這些資料許多還是從未公開過的。
1995年7月23日，張純如獲得「太平洋文化基金會」（The Pacific Cultural Foundation）的資助，透過南伊利諾大學歷史系教授吳天威聯絡中國江蘇省社會科學院歷史研究所副所長孫宅巍，前往中國大陸、台灣、香港訪談大屠殺倖存者收集資料，張純如的南京考察之行共20天，南京方面由大屠殺遇難同胞副研究員段月萍協助，歷史研究所的楊夏鳴與王衛星擔任翻譯，她每日工作10小時以上，大部分時間尋訪當年的事發現場、翻閱中國當地的資料、訪談數十位南京大屠殺的倖存者，包括唐順山、李秀英、夏淑琴、潘開明、陳德貴、侯占清和劉永新等人，楊夏鳴將其翻譯成英文（張純如可以說流利的普通話，但無法讀寫），拍攝為共4卷的錄影帶，合計600分鐘。8月，張純如轉往台灣與香港進行研究，獲前者中央研究院研究員李恩涵的支援，訪問了大屠殺的倖存者並收集保存在台灣的一些史料。
在查閱檔案的過程中，張純如發現了有關南京大屠殺調查的重要文獻——《拉貝日記》。張純如發現「约翰·拉贝」這個名字頻繁出現於當時人在南京的外籍人士的書信或日記中。張純如來到南京後，曾與侵華日軍南京大屠殺遇難同胞紀念館館長朱成山提及此人，獲知拉貝是一名德國納粹黨員，也是當時納粹黨南京小組的領導人，同時是西門子公司的職員。拉貝在目睹日軍暴行後，出於人道主義而在南京建立了一塊3.88平方公里的「南京安全區」，保護了將近25萬名中國平民，拉貝本人也因為身為德國納粹黨人的特殊身份而被推舉為安全區領導人，他還多次親自外出阻止正在強姦或屠殺中國百姓的日軍士兵，直到1938年2月拉貝奉命回國，再無其他訊息。日後張純如在寫作的過程中也跟著尋找拉貝的資料。1996年，張純如在查爾斯·布爾迪克的幫助下，透過網路找到了拉貝的外孫女烏蘇拉·萊因哈特（Ursula Reinhardt），詳細訪談了拉貝的詳細生平，也才首次知道拉貝在南京時有寫下日記，共有8卷、2460頁，同時還有128張關於南京大屠殺的歷史照片，是目前為止南京大屠殺最詳細的記錄之一。張純如說服烏蘇拉將日記公諸於世，並將其複印、寄至南京的大屠殺遇难同胞紀念館。

## 內容介紹
全書共290頁，結構主要分為三個部份，第一與第二部份分別有五和四個章節，第三部份則僅一個章節、後記、註釋與索引。
第一部份使用了由芥川龍之介所寫的小說所改編的電影——「羅生門」式的寫作手法，由從日本人、平民受難者和試圖幫助中國平民的西方人三種不同的視角描述南京大屠殺的過程。第一章從日軍的角度描寫如何策劃這場侵略軍事行動，並對日本的教育、軍隊文化與其在中國的暴行進行連結，學校灌輸學生對中國人的仇恨與輕蔑、對士兵施行嚴酷、泯滅人性、消磨個人倫理道德的訓練，以及在佔領上海後日軍進攻南京時渴望復仇的心理。第二至第四章則是從中國受難者的角度出發，講述中國軍隊無力抵禦日軍侵略、從撤退轉為潰逃，最後中國平民遭受日軍的強姦與屠殺，張純如引述了大量收集而來的日本老兵證詞、日記、回憶錄等資料；第五章則描寫當年身在南京現場的歐美人士，不僅在屠殺時建立「南京安全區」，還捨身冒死幫助中國平民的事蹟，如拉貝、魏特琳和南京當時唯一的外科醫師羅伯特·威爾遜。
第二部份則講述屠殺發生後的情況，第六章講述世界對南京大屠殺的了解程度，包括當時西方記者、外交人員對屠殺事件的獲悉、報導以及日軍封鎖消息。第七章描寫日軍在佔領南京後繼續施行劫掠、隨意殺人、引入毒品控制南京百姓。第八章講述南京大屠殺的日軍指揮官與執行者受到審判，並探討關於裕仁天皇在事件中扮演的角色。第九章內容講述冷戰背景下美國與中國皆在尋求日本的支持、南京的歐美人士回國後各自的命運以及收錄了數名大屠殺倖存者的故事。

第三部份探討日本政府在戰後如何對屠殺事件進行抹去，在日本研究相關事件者又受到如何的迫害，並將日本和德國的戰後反省做了比較。張純如在導言中寫道：
本書不想為日本人的性格做注解，也不想去解釋什麼樣的基因構造導致這樣的行為。本書要討論的是「文化力量」，這股力量既可以去除社會的約束力，驅使我們成為惡魔，也可以更強化社會約束力（中略）德國今天之所以會更好，是因為猶太人不容這個國家忘記她六十年前做過的罪孽。美國南方會變成一塊好地方，是因為她坦承蓄奴的罪惡，以及隨黑奴解放之後存在長達百年的黑人差別待遇主义。日本不僅要向世界坦承，更要自我坦白，她在半世紀前的所做所為是多不適當，否則日本文化永遠不會進步。
張純如指出，日本至今仍在試圖躲避文明世界的道德審判，這樣的行為使日本人又成了「另一種罪行的罪魁禍首」，引用了諾貝爾和平獎得主埃利·維瑟爾的警言：「遺忘大屠殺，就是二次屠殺」，最後她再以西班牙哲學家喬治·桑塔亞那的話作為導言的結語：「不能記取過去經驗的人，注定要再受罪一次。」

### 暴行
本書中詳細描述了南京大屠殺期間發生的殺戮、酷刑和強姦情況。張純如走訪曾经遭受各種酷刑折磨的倖存者，列舉並具體敘述之，如活埋、肢解、燒死、凍死和被犬隻咬死等。張純如以倖存者的證詞為基礎，描寫日軍進行「殺人競賽」，以能在最短時間內殺死最多中國人為勝利者。張純如評論在南京大屠殺期間所發生的性暴力為「世界歷史上最大規模的強姦事件之一」，她估計被強姦的婦女人數多達2萬至8萬人，並指出強姦的時間、地點與女性對象身份均無限制，受害者除了年輕的婦女外，還包括幼女和老人，連孕婦也不能倖免。張純如還記述日軍在輪姦完通常會「用軍刀剖開孕婦的肚子，扯出胎兒，以資娛樂」。強姦受害者也不僅限於女性，張純如也記錄中國男子被雞姦，並被迫進行各種反常的性行為。有些人還被日軍強迫進行亂倫行為，如父親強姦女兒、兄弟強姦姐妹、兒子強姦母親。

### 死亡人數
張純如在書中紀錄了多個不同來源的死亡估計人數，中國軍事專家劉方矩提出的死亡人數為43萬人。大屠殺遇难同胞紀念館館員們則提出日軍和1946年南京首都地方法院檢察官的資料，稱至少30萬人遇害。遠東國際軍事法庭的法官們認為超過26萬人被殺害。日本歷史學家藤原彰的數字約為20萬人，拉貝則因未進行過系統性的計算，且在大屠殺結束前便返回德國，故僅估計約5至6萬人死亡。日本作家秦郁彦則認為死亡的人數是3.8萬至4.2萬之間。
張純如還在書中引用孫宅巍於1990年發表的學術論文——《南京大屠殺和南京人口》內容，估計總死亡死亡人數應為37萬7400人，論文還引用中國保存的大量掩埋屍體記錄，肯定南京大屠殺的死亡人數超過227,400人。孫宅巍還提出了日本陸軍少佐太田壽男在等待審判時給寫下的一份資料，得知了日本陸軍大規模焚燒、傾倒和掩埋屍體的情況，其中屍體便有15萬具，因此斷定死亡總數達到377,400人。
張純如另外還指日本方面存在著對於大屠殺「無可否認的證據」，在當時，日本方面認為死亡人數可能已高達30萬，而這一記錄是在大屠殺發生一個月後由日本人自己統計的。1938年1月17日，日本外務大臣廣田弘毅讓他在華盛頓特區的朋友轉達電報，而這份電報被美國情報局截獲、解密，內容提及「至少有30萬中國平民被屠殺，其中有許多案例非常冷血」。

## 出版與迴響

### 西方國家
1997年11月21日，在歷經三年的寫作與籌備，《南京暴行》於南京大屠殺60週年前，由美國主流出版商哈珀柯林斯屬下的Basic Books正式出版上市。1997年12月1日，美國主流報刊、銷量達330萬的《新聞週刊》摘錄了《南京暴行》的內容，並同時在日文版、韓文版以及在歐洲以英文版刊出摘要，使其影響力和關注度擴及全球。《南京暴行》雖然並非第一本以南京大屠殺為主題的著作，卻是第一本以美國普羅大眾為對象的歷史敘事著作，其問世後很快便引起了強烈的反響，許多學者、報刊媒體給予其正面評價，也迅速獲得商業上的成功，在出版後兩星期內便刷印5次、一個月內便印行7次、一年內再版15次，印刷量達50萬本，4個月內售出超過12.5萬本，還譯作15種語言出版至各國。1998年1月，該書登上美國最具權威和最受重視的《紐約時報》的暢銷書排行榜，取得連續10週排名前15位的成績，在其他媒體，如《洛杉磯時報》、《今日美國》等暢銷書專欄中也榜上有名。時至1997年4月，《南京暴行》也印行17次，並在歲末被選為年度最受讀者喜愛的書籍。
張純如對《南京暴行》的暢銷大感意外，說道：「這本書雖然重要，但我原以為它只會得到圖書館的垂青。」而她本人也因為本書而一舉成名。1997年12月7日，適逢美國珍珠港事件紀念日，美國廣播公司的《早安美國》對張純如進行了專題訪問；12月11日，同一頻道的深夜新聞節目——「夜線」也在介紹拉貝生平的節目中播放了對張純如的訪問。1998年，張純如獲得了「華裔美國婦女聯合會」頒發的年度「國家女性獎」（Woman of the Year）、「亞洲商業聯盟」的「亞洲領袖獎」（Asian Leadership Award）、「麥克阿瑟基金會」的「和平與國際合作計劃」獎，以及登上了1998年11月的《讀者文摘》的封面。她還與前NBA中國球星姚明、鋼琴家郎朗被譽為當時在美國最令人矚目的三位華人青年、加州州立大學東灣分校與伍斯特学院也授予張純如榮譽博士學位，以表揚其對社會的貢獻。張純如還進行了為時超過一年半、造訪65個城市的漫長巡迴宣傳活動。
張純如在《南京暴行》的序言中表示希望能使本書起到拋磚引玉的作用，激勵其他學者對南京大屠殺重新進行研究，而在本書出版後，該議題也確實重新獲得了重大的關注，多名學者開始進行有關研究，也一定程度上補足了西方的歷史與民眾的認知在這方面的空白。1999年9月，張純如在寫給母親的信中便提及自己在當地書店發現數本提及南京大屠殺的著作，其中還有直接引用《南京暴行》內容者。英國小說家莫·海德於2012年所出版的《南京的惡魔》是一部以南京大屠殺為背景的小說，在其書扉頁便有「獻給張純如」，感謝「她的勇敢與學術研究結果第一次令南京的名字為世人所知」的字句。《南京暴行》一書也受到了白宮的關注，後者在1998年12月專門購入數冊作為美國領導人的參考讀物，同年還邀請了張純如參加南卡羅來納州的新年文藝復興週末研討會，並在會上與時任美國總統比爾·柯林頓進行了長時間的交談，後者讚賞張純如的才華和貢獻。同年，受到本書影響，美國國會通過了一項要求日本認真反省歷史的譴責案，加州議會也通過決議，要求加州所有的歷史教科書都必須提及南京大屠殺的內容。1991年1月，柯林頓政府下令組成「納粹戰犯與日本帝國資料調查小組」，負責尋找、識別和編制美國所持有關於納粹德國和日本的罪行資料。2000年10月，張純如和多名社會活動家推動、由參議員黛安·范士丹提出的《日本帝國陸軍資訊披露法案》（Japanese Imperial Army Disclosure Act，又名S.1902參議院提案）在美國國會通過，確保美國檔案館內的日軍暴行資料往後將公之於眾，美國眾議院湯姆·蘭托斯則稱：「張純如在她的書中出色揭露了這些罪行中的一粧。我們已經在解密納粹德國相關歷史檔案方面有了長足進步，但現在，我們需要再進一步確保美國檔案館中與日軍暴行有關的檔案也公之於眾。」同年12月16日，克林頓總統簽署了該法案。

### 中國大陆與台灣
《南京暴行》的中文版由台灣的天下文化出版社首先推出繁體中文版，由蕭富元翻譯（書名《被遺忘的大屠殺：1937南京浩劫》），與英文原作同於1997年上市，為譯作中發行速度最快者，首刷6000本。中國大陆方面則由東方出版社發行了三版簡體中文譯作，分別為由於1998年出版的孙英春翻譯版（書名《南京暴行 被遗忘的大屠杀》）、2005年马志行翻譯版（書名《南京大屠杀》），以及2007年的杨夏鸣翻譯版（書名《南京浩劫 被遗忘的大屠杀》），之後中信出版社也在2013、2015和2017年推出其翻譯版，新增了張純如之母張盈盈所做的序、張純如丈夫布雷特·道格拉斯（Brett Douglas）於2011年9月撰寫的「尾聲」章節。其中，孫馬兩人的翻譯版本在出版後受到讀者的強烈批評，甚至有評論稱這兩本譯作為「翻譯低劣，編輯粗糙的可怕次品，譯文中錯漏曲解比比皆是，完全玷污了原作作為一本嚴肅史著的聲望，也難以告慰為此書付出巨大心血甚至生命的張純如女士的在天之靈」，其錯誤諸如「張純如於寓所開槍自殺」（原作為死於公路自車內）、「在斯大林格勒杀死的俄罗斯人也超过40万之多」（原作為指「斯大林」其人）、將滿洲誤譯為滿洲里等等。除了翻譯錯誤的部份，原作有關「中華民國」、「天安門大屠殺」、「共產黨」、「中國人和美國人的緎默姑息」、「鐵幕之後中國也出現一道竹幕」、「在毛澤東統治下的動盪歲月」、「中華人民共和國由於急需與日本結盟，以獲取國際上的合法地位，多次宣布原諒日本人」等內容皆被修改或刪去。2007年的杨夏鸣翻譯版雖將誤譯處予以修訂，但政治性的內容刪減仍然存在。
儘管如此，中國在《南京暴行》一書出版後依舊引起熱烈的關注與反響，也激起中國與西方國家學者的資料交流，南京師範大學教授張連紅曾表示，在以往召開的南京大屠殺國際學術研討會上，出席者絕大部分是華人，而自從《南京暴行》揚名國際後，在近幾年的參會學者中將近半數都是歐美學者，而張純如功不可沒。

### 日本

於2007年12月出版的《南京暴行》日文版（右），此版本連同導讀本（左）共同發售。

張純如曾在接受媒體採訪時表示希望《南京暴行》能在日本出版，而後者也確實在日本版問世前就引起了日本官方和民間的重要關注，1998年4月21日，日本駐美大使齋藤邦彥在華盛頓召開記者會，稱《南京暴行》是一本扭曲歷史的書、只有一面之辭、引用了許多錯誤的史實和假照片，並認為該書引起如此多的關注並非好事。張純如對此表示「震驚和憤怒」，後於1998年12月1日，齋藤與張純如分別在華盛頓與加州共同遠端連線、於吉姆·萊勒主持的《PBS新聞一小時》節目上進行公開辯論。1998年5月，Basic Books公司向已有29年歷史的日本出版社柏書房簽訂出版日文版的合約，預計將於1999年2月上市，消息傳出後引起了日本方面有關南京大屠殺研究學者的注意。
張純如傳記作者梁伯華在著作中指出，張純如曾於柏書房出版過程中收到一封來自一家日本翻譯社的信，告知她日本有若干歷史學家拒絕審閱譯文，信中還提及有一位教授因受到「不明組織」對其家庭的施壓而退出這項工作。柏書房編集長芳賀啟也告知媒體曾收到一封傳真的恐嚇信，要求該社停止翻譯本書。另有一組織成員曾走訪柏書房，他們「未提出口頭的威脅，但表示從根本上關切這本書的出版可能對日本年輕一代產生的影響」。柏書房之後成立一小組審閱本書，並開始寄信告知張純如書中存在幾處錯誤，希望能予以註解、更正和刪減一些圖片，但張純如表示拒絕，堅持日文版必須要與原作完全一致，她認為「柏書房已屈服於日本極端民族主義團體的壓力之下」，在修訂的請求未能取得同意，柏書房考慮讓《南京暴行》與另一本著作同時由日本教授富士原執筆的《如何閱讀「南京暴行」》作為導讀本共同出版，但這兩本出版計畫一再延遲，最終柏書房即使早已將日文版印刷完成，還是寧可付出金錢賠償決定不予發行。許多評論（包括張純如與其母）也認為，《南京暴行》日文版的出版被迫取消即是日本右翼施壓的結果。
然而根據中國上海交通大学「东京审判研究中心」主任程兆奇教授、日本「大屠殺承認派」（或又稱「大屠殺派」）元老的藤原彰教授、芳賀啟等人的說法，柏書房最終取消出版合約的原因與右翼的阻撓無關，更大程度上是修正錯誤內容的需求與作者的堅持否定，最終依照法律的結果。柏書房的審閱小組並非受日本右翼所控制，相反地，希望提出修正的正是長年以來研究、與「大屠殺虛構派」（又稱「虛構派」）進行辯駁的「大屠殺承認派」學者，如藤原彰便是其中一名審稿者。就「大屠殺承認派」來看，張純如書中大量的錯誤容易使「大屠殺虛構派」抓到把柄，進而使其說法甚囂塵上。在初期柏書房與張純如的協調上，後者還同意修正10處錯誤（如人名拼音、對日本軍事史的錯誤描述），但爭議與歧見與日俱增，柏書房刪除部份引用與具爭議性照片要求，連同派一聯絡人赴美親洽的提議皆被張純如拒絕，雙方因而最終於1999年5月20日取消合約。
張純如對於日本出版失敗頗為失意，事後還計畫試著從海外（如夏威夷、新加坡）發行日文版再輸入至日本，但最終未能成事。2000年，華裔日人巫召鴻透過「亞馬遜」網路書店購買了《南京暴行》英文原著，閱讀後深受感動，同時也開始調查日文版的出版過程。2004年末，張純如自殺身亡（見下節），巫召鴻聽聞日本右翼對張純如的指責感到憤怒與不平，進而決定親自向出版社提起出版計畫。巫召鴻便獨自於2005年10月至2006年8月完成本書的翻譯，找上同時代社社長川上徹商量出版計畫，川上隨後透過友人聯繫上張純如之夫道格拉斯，經過交涉後，雙方同意同時出版完全按照原著翻譯的巫召鴻版本，以及由巫召鴻補充註釋、加入大阪教育大學教授山田正行和匯編資料而成的《閱讀《南京暴行》》導讀本。2007年12月，《南京暴行》日文版（ザ・レイプ・オブ・南京―第二次世界大戦の忘れられたホロコースト）於南京大屠殺70週年紀念日（12月13日）前正式問世。

## 批評

### 欠缺專業性、對日本民族的描寫過於刻板

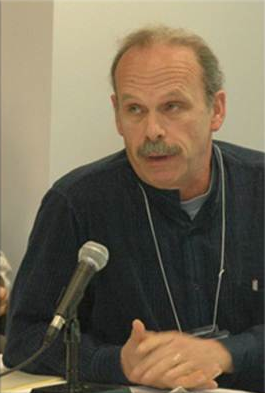
加拿大約克大學歷史學教授傅佛果批評《南京暴行》一書存在諸多錯誤，反使日本的「大屠殺承認派」學者陷入困境，也使「大屠殺虛構派」的日本右翼找到反攻的口實。

- 美國史丹福大學歷史學教授大衛·甘迺迪批評張純如指責「西方國家漠視」和「日本否認」南京大屠殺的兩件指控過於「誇張」，他表示西方國家從未漠視南京大屠殺，且張純如所主張的「日本至今仍頑固地拒絕對其戰爭罪行表明悔意」的說法觀點也並非完全正確，甘迺迪稱西方世界早就為此批判日本多年，張純如的指控並非什麼新觀點，舉個明顯的例子——由美國歷史學家伊恩·布魯瑪所著、出版於1994年的《罪惡的代價：德國和日本的戰爭記憶與反思》一書，其論點便可概括為「德國記得太多，日本則太少」。甘迺迪更指出，日本的左派人士一直以來都未忘卻南京大屠殺，特別是日本眾議院還在1995年決議通過了《重申記取歷史教訓致力和平決議文（日语：歴史を教訓に平和への決意を新たにする決議）》，文中承認日本在二次大戰期間對其他民族造成巨大的苦難，並表達深刻的反省，近期也有兩名日本首相為二戰期間日本帝國的罪行提出了明確的道歉[74]。另外，甘迺迪點出張純如在本書導言寫了「本書無意評判日本人的性格特點，也不打算分析做出暴行的民族之基因構成」，但卻把正文寫成了如何鑑別日本人（Japanese identity）般的作品，在張純如的想像中，日本人似乎是平常生活於血腥、武術競賽和恐怖武士道精神的社會的民族，從而推導成「日本文化的精髓直接造就了南京屠殺的結局」。甘迺迪還認為本書的主題著重於指責和義憤，而非分析和理解。儘管就道德層面南京事件必定會使人感到憤愾，但（本書）在知性方面就略顯不足[74]。
- 《洛杉磯時報》的索尼·埃倫（Sonni Efron）認為本書可能會使西方世界的讀者產生誤解，以為日本方面幾乎對南京大屠殺隻字不提，但事實上，日本的國立國會圖書館至少有42本關於南京大屠殺和日軍戰時暴行的著作，其中有21本是自由派人士寫對日本戰時暴行的調查。此外，埃倫指出，目前越來越多的日本老兵寫下自己的回憶錄、發表演講和接受訪談，談及當年他們目睹或犯下的暴行，且在政府否定多年後，如今的日本中學教科書也已將南京大屠殺事件認定為公認的事實[75]。
- 加拿大約克大學歷史學教授傅佛果指《南京暴行》一書存在「嚴重錯誤」、「充滿了不實的資訊和愚蠢的分析」[76]、作者對於有關研究的「無知」到了「令人吃驚的程度」，這不僅是對日本承認大屠殺的學者們的一次「嚴重打擊」，更給了否定大屠殺的日本右翼反攻的口實，並批評本書在美國「好評如潮」的情況是因為「瞎子領瞎子」的緣故[77]。他直指在張純如試著解釋屠殺的起因時，這本書便「開始分崩離析」。傅佛果稱，張純如儘管在導言寫了「不想評論日本人民族性」，但她還是在書中反覆分析日本人的心理，並主張南京大屠殺的起因歸咎於日本數世紀歷史脈絡的最終結果。傅佛果認為張純如之所以會犯這種錯，一部分是她個人「缺乏成為專業歷史學家的訓練」，另一部份則是因為張純如想讓本書同時達到「慷慨激昂的論辯文宣」和「口吻冷靜的歷史著作」——兩個截然不同的目標所致[76]。傅佛果還寫道：「日本目前已有數十名學者正積極從事有關研究......事實上，正是有賴於當今日本學者們的開拓性研究，我們才得知有關在南京大屠殺中日本對慰安婦的性剝削，以及日軍曾在中國進行生化戰的諸多細節。」[76]
- 美國聖奧拉夫學院（英语：St. Olaf College）歷史學教授羅伯特·恩特曼（Robert Entenmann）認為張純如對日本的歷史背景論述根本是陳腔濫調，過於簡化、帶著刻板印象、不精確的；舉例來說，張純如在寫到現代日本人對大屠殺議題的態度時，她似乎分辨不出極端民族主義者和一般人的差異，書中還帶有她個人的種族偏見。恩特曼也稱張純如對大屠殺的描述是「受人所批評的」，更進一步的說，其著作並不能充份解釋大屠殺的起因[78]。
- 美國华盛顿与李大学歷史學教授羅格·B·讓斯（Roger B. Jeans）認為本書是一本「不成熟的歷史著作」，批評張純如欠缺處理相關議題的經驗，他寫道：「張純如在寫作的過程裡，力圖將這個可怕事件描繪為亞洲版的猶太人大屠殺，然而不幸的是，她忽略了豐富的英文和日文參考資源，從而損害了其論證的可信度（她並非專業的歷史學家）。這也使她犯了幾個錯誤，例如誇大了當時南京的人口數量、毫不鑑別地就接受了東京審判和中國當代人士提出的中國軍民傷亡數字。另外有一點使我印象特別深刻的是，張純如試圖在書中譴責所有日本人，認為他們全都否認南京大屠殺的事實、至今仍頑固地拒絕回顧自己的過去。」[79]
- 中國上海交通大學「東京審判研究中心」主任程兆奇教授評論本書在面對日本「虛構派」的混淆黑白和日本民眾的習非成是，其義憤發乎衷心言「誠然可諒」，但對促使迷惘中的日本民眾「覺悟」則於事無補。至於對澄清真相，恐怕只能添亂。「我（程兆奇）以為日軍已在南京——在中國或在亞洲其他許多地方也一樣——的表現已經被釘上歷史的恥辱柱，不需要再弄些靠不住的東西來『錦上添花」』那樣反倒授人以柄，使凜然的是非問題降格為可以隨便討論的算術問題，不僅嚴正性大打折扣，本來不動的根據也會因此受到無謂的懷疑。這是《南京暴行》給我們的一個教訓。」[80]

### 細節、傷亡人數和證據問題

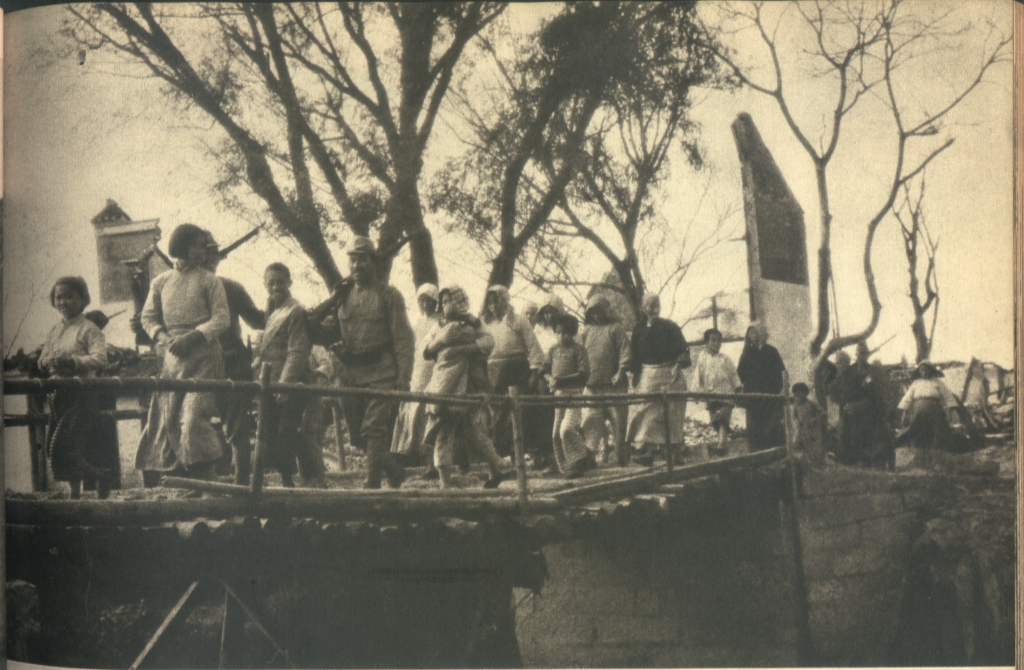
張純如在書中的一張著名照片，其可信度頗受爭議。

- 日本江戶川大學社會學教授蒂莫西·奇利（Timothy M. Kelly）稱張純如在本書中犯了「愚蠢、粗心、馬虎」的錯誤、「與史實不符的內容」和「無恥的抄襲」，他羅列出張純如在書中諸多錯誤，如以「指揮官」（Commander）來代指馬修·培理的軍階，但實際上是「代將」（Commodore）、搞錯日本人的姓氏前後順序、將「明治維新」當作一個時代（Era）、使用「據說」、「其他」、「某些人」、「著名的（某位）歷史學家」等無從考究的來源、分不清楚日本政府官員代表個人還是政府發言的差異，奇利還點出張純如在書中一個「刻意扭曲事實」的內容：「1957年，日本的一位曾被囚禁的甲級戰犯竟然被選作首相」（張純如並未直接寫出該人姓名，但暗指岸信介），然而此人根本沒有被起訴或定罪，他的監禁實際上也只是以甲級戰犯嫌疑人的身份被拘留，張純如不提及這點，反而意圖引導讀者將岸信介視為因被判有罪而入監服刑者。最後，奇利指出本書有從大衛·貝加米尼（英语：David Bergamini）所著的《日本天皇的陰謀（英语：Japan's Imperial Conspiracy）》一書中抄襲的段落，並引用書中圖片卻未提及出處[81]。
- 《三藩市紀事報》作家查爾斯·布雷斯（Charles Burress）點出了張純如在書中有幾處錯誤，如試圖以日本外相廣田弘毅於1938年發出一份電報（即所謂的「廣田電報」）來證明日軍在南京殺了30萬人，他主張30萬這個數字其實出自於一位英國記者（田伯烈）的報導，且還將南京以外的死亡人數都算進去。布雷斯同時還引用日本大學歷史學教授秦郁彦的說法，稱本書有11張照片是被曲解或偽造的。特別是其中一張「一群婦孺與數名持槍的日本士兵走過一座橋」的照片，張純如在書中對該照片的說明是「日軍士兵圍捕數千名婦女，大多數人被輪姦或被迫淪為軍妓」。秦郁彦指出，這張照片最早出現於1937年的日本《朝日畫報（英语：Asahi Graph）》裡，內容是在日軍佔領下與中國村民和平共處的一幕，但被中國國民政府軍事委員會政治部用於反日宣傳[45]。

張純如後來根據布雷斯的意見向「舊金山紀事報」寫了回信，這封信日後並未公佈於報上。張純如在信中反駁布雷斯的批評，指後者在沒去要求證據的情況下就直接引用了日本右翼評論員的說法，有著「令人不安的傾向」。她也主張秦郁彦此人是日本極右派刊物的定期投稿者，因此無論在日本或美國都不被視作正式的學者（秦郁彦投稿過的刊物還曾登過一篇犹太人大屠杀否定论的文章，宣稱納粹德國沒有用毒氣室屠殺猶太人）。張純如認為布雷斯不該著重於照片與其說明的爭議上，她的著作主要探討日軍侵略中國的恐怖，而書上所寫的「日軍士兵圍捕了數千名婦女」與「大多數人都被輪姦或被迫淪為軍妓」兩點皆是無可爭辯的事實。至於有關電報的問題，張純如反駁布雷斯的論點，稱30萬這個數字是英國記者報導的沒錯，但這個數字如今出現在日本外相發給華盛頓駐外使館人員的電報上，張純如主張，日本政府高級官員在文件中加以引用形同於承認（這個死亡人數）。最後她批評布雷斯是在「雞蛋裏挑骨頭」，認為這種將爭論焦點侷限於「大屠殺的範圍與規模」的行徑也是「大屠殺虛構派」的「常見招數」。

## 張純如之死

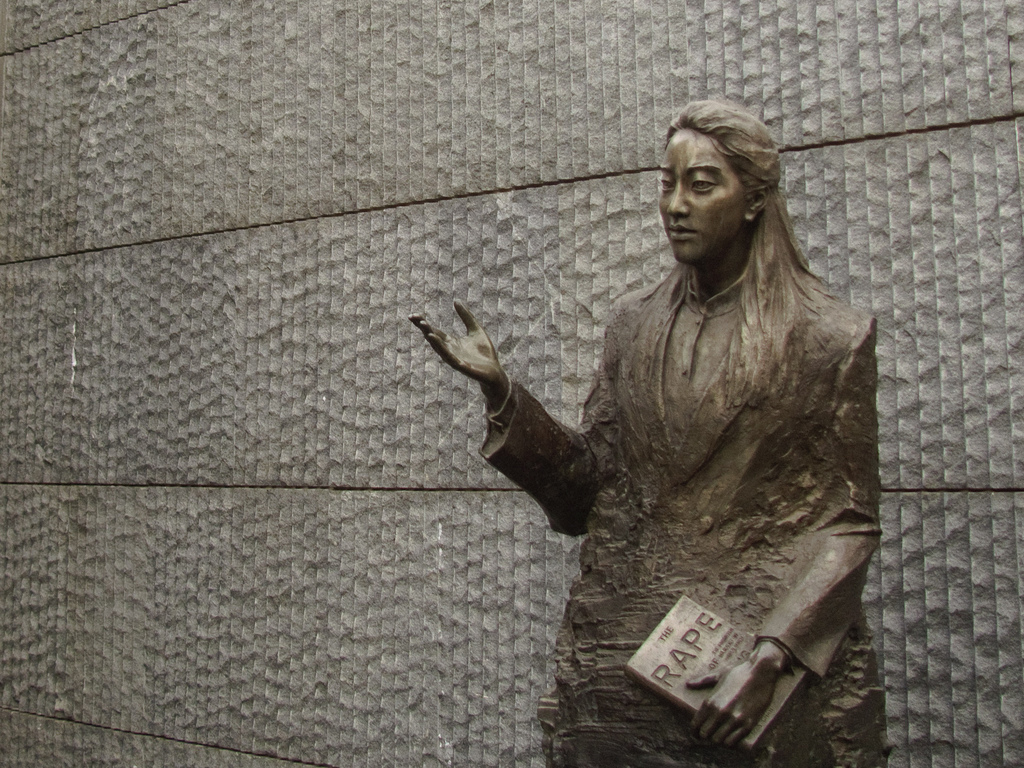
「侵華日軍南京大屠殺遇難同胞紀念館」內的張純如雕像。

《南京暴行》使張純如取得許多榮譽和關注，但也使她承受巨大的壓力。張純如在撰寫本書的過程中數度因為屠殺的內容而輾轉難眠、體重減輕和落髮，《南京暴行》出版後，張純如收到了主要來自日本極端民族主義者的恐嚇郵件，在車內也發現了威脅的紙條，張純如懷疑自己的電話被竊聽，使得她不斷變換電話號碼、精神極度壓抑，張純如因此罹患了抑鬱症。2004年8月，她前往為第四本著作而前往菲律賓取材時病情發作，進入當地的諾頓精精神科醫院（Norton Psychiatric Hospital）就診，醫生診斷其病情為「間歇性反應精神錯亂」，並給予其藥物治療。
張純如之後服用丙戊酸钠與理思必妥，但並未按時服藥，其病狀日益惡化，還曾試圖自殺。2004年11月9日，張純如駕車駛往離住處不遠的洛思加圖斯南部第17號公路旁的小道，舉槍自盡，兩小時後被路人發現。美國媒體對張純如之死大幅報導，還引起了不小的仇日情緒，其死因也眾說紛紜，有說法稱是長期暴露於大屠殺的陰暗資料中導致身心煎熬，有些媒體稱張純如是被日本右翼「逼死」的，張盈盈在為張純如所寫的傳記回憶錄——《張純如 : 無法遺忘歷史的女子》（The Woman Who Could Not Forget: Iris Chang Before and Beyond The Rape of Nanking）中表示真實原因應為抗憂鬱藥引發的副作用，也可能是張純如於2002年8月31日生產完兒子的產後憂鬱症造成等等。
2004年11月19日，張純如葬於洛思阿圖斯的「天堂之門基督教墓地」（Gate of Heaven Catholic Cemetery），許多美國、加拿大的二戰歷史維護會、侵華日軍南京大屠殺遇難同胞紀念館、南京師範大學南京大屠殺研究中心等機構皆致電弔唁。中國人權發展基金會還製作了兩尊張純如的銅像，一尊置於南京大屠殺遇難同胞紀念館，另一尊則贈與張純如的家人（後轉交給胡佛研究所）。美國維珍尼亞州諾福克的中國園林也為張純如立了紀念碑，將她視為南京大屠殺的最新受害者。美國《美国在线》副總裁泰德·莱昂西斯也在張純如去世後購入《南京暴行》閱讀，深受感動，提供200萬美金作為史丹佛大學教授比爾·古藤卡格拍攝南京大屠殺紀錄片——《南京》的種子基金。2007年初，《南京》對外公映。

## 註解
1. ↑  《馬吉的證言》是一部片長35分鐘的紀錄片，由彼得·黃（Peter Wong，音譯）執導，內容主要討論南京大屠殺發生時，在場的南京紅十字會主席——約翰·馬吉牧師用16毫米攝影機錄下的影像[5]，這段影像是唯一紀錄了南京大屠殺情況的動態畫面，馬吉牧師後來更是在東京審判中出庭作證，並播出了這段影像[6]。
2. ↑  《以天皇之名：南京大屠殺》片長52分鐘，由崔明慧與湯美如共同執導，內容為在中國、美國和日本採訪屠殺當事人與倖存者的證詞[7]。
3. ↑  有資料指出，張純如先前往台灣中央研究院收集一些資料，接著才從香港經廣州乘火車至南京進行考察[18]。
4. ↑  中文版無論東方出版社還是中信出版社版本，皆將第三部份去除，將第十章節與後記併入第二部份之下。
5. ↑  此前西方國家中有關南京大屠殺的學術文章並非少數，但大多內容是討論事件中的細節或敘述，較少聚焦於其意義[41]。
6. ↑  如哈佛大學歷史系主任威廉·C·柯比為該書做序，稱：「張小姐的分析，比過去任何人都還要透徹清晰。（中略）南京大屠殺現在幾乎已被西方世界所遺忘，因此這本書就更形重要。張小姐稱之為「被遺忘的大屠殺」，將二次世界大戰中，歐洲和亞洲數百萬遭到屠殺的無辜罹難者，緊緊連結。[42]」、《華爾街日報》寫道，這本書「首次對這座受到嚴重破壞的中國皇城進行全面的檢視」，而張純如「巧妙地掘出了一件受世人遺忘的恐怖事件」、《大西洋月刊》形容這本書是「對日軍暴行的嚴正控訴」、《芝加哥論壇報》稱它是「對歷史和道德進行探究的最新力作……張純如極其認真地對這場大屠殺的各個層面進行了詳細敘述」、《洛杉磯時報》評價張純如是「最優秀的歷史學家和人權鬥士」、《費城詢問報》寫道：「這本書以令人信服的方式來訴說一個可怕的事件，且這個事件（直到最近為止）幾乎都已被世人所遺忘」、「日軍的行徑有如野獸」、哈佛大學費正清東亞研究中心的譚若思則稱讚本書是一本「有著學術性、令人振奮的調查報告以及帶著強烈情感的著作」、耶魯大學歷史學名譽教授白彬菊寫道：「張純如對南京大屠殺的研究擴展了二戰暴行的內容，該書反映了她對該問題研究的深入。」[43]
7. ↑  節目上，張純如要求日本政府正式道歉[64][63][65]，而齋藤做了一個「不痛不癢的道歉」（張盈盈語），張純如當場便指出「就是因為這些類型的措辭和這樣含糊的表達，使中國人感到憤慨。[66]」
8. ↑  事實上，張純如的書也確實成了「大屠殺虛構派」學者之著作的攻擊對象，如東中野修道與藤岡信勝合著的《《南京暴行》研究——中國情報戰的技倆與戰略》、竹本忠雄與大原康男的《再審《南京暴行》》皆屬此類作品[69]。

## 註腳
1. 1 2  Goodreads
2. 1 2  張晉銘（2009年），第21页
3. 1 2  張純如（1997年），第8页
4. 1 2 3  張純如（1997年），第9页
5. ↑  Princeton University，第2页
6. 1 2  辛潔（2015年），第31页
7. ↑  Princeton University，第3页
8. ↑  張純如（1997年），第10-11页
9. 1 2 3  張純如（1997年），第12页
10. ↑  張純如（1997年），第12-13页
11. ↑  張純如（1997年），第13页
12. ↑  張純如（1997年），第14-15页
13. ↑  梁伯華（2011年），第57页
14. 1 2 3  Benson（2005年）
15. ↑  梁伯華（2011年），第58页
16. ↑  梁伯華（2011年），第58-59页
17. ↑  梁伯華（2011年），第59-61页
18. 1 2  梁伯華（2011年），第59页
19. ↑  張晉銘（2009年），第20页
20. 1 2  辛潔（2015年），第11页
21. 1 2  吳山青（2015年），第28-29页
22. ↑  Trevor（2001年），第121页
23. ↑  張純如（1997年），第16-17页
24. ↑  張純如（1997年），第35页
25. ↑  張純如（1997年），第36-37页
26. ↑  張純如（1997年），第39页
27. ↑  張純如（1997年），第207页
28. ↑  張純如（1997年），第15页
29. 1 2  張純如（1997年），第18页
30. ↑  張純如（1997年），第106页
31. ↑  張純如（1997年），第64-65页
32. 1 2  張純如（1997年），第108页
33. ↑  張純如（1997年），第109-110页
34. ↑  張純如（1997年），第111页
35. 1 2  張純如（1997年），第115页
36. ↑  張純如（1997年），第121页
37. ↑  張純如（1997年），第122页
38. ↑  張純如（1997年），第125-126页
39. 1 2 3 4 5 6  梁伯華（2011年），第75页
40. ↑  Pasquale
41. ↑  姚明俐（2004年），第53页
42. ↑  張純如（1997年），序第15-16頁
43. ↑  UCSB Library（2011年）
44. 1 2 3 4  辛潔（2015年），第13页
45. 1 2  Burress（1998年）
46. ↑  張純如（2013年），封底
47. ↑  辛潔（2015年），第12页
48. ↑  August（2005年）
49. ↑  梁伯華（2011年），第75-76页
50. ↑  Burress（2004年）
51. 1 2 3 4  梁伯華（2011年），第78页
52. ↑  胡仰曦（2012年），第116页
53. 1 2  辛潔（2015年），第27页
54. 1 2 3  辛潔（2015年），第28页
55. ↑  張晉銘（2009年），第22-23页
56. 1 2 3  朱成山（2012年），第124页
57. ↑  張晉銘（2009年），第97页
58. ↑  張純如（2013年），中文版序
59. ↑  老摇（2006年）
60. 1 2  張晉銘（2009年），第99页
61. 1 2 3  梁伯華（2011年），第82页
62. ↑  梁伯華（2011年），第79页
63. 1 2  梁伯華（2011年），第79-80页
64. ↑  張晉銘（2009年），第22页
65. ↑  胡仰曦（2012年），第115页
66. ↑  朱成山（2012年），第123-124页
67. ↑  張晉銘（2009年），第105页
68. ↑  梁伯華（2011年），第83页
69. 1 2 3 4  程兆奇（2013年），第760页
70. ↑  張晉銘（2009年），第107-108页
71. ↑  張晉銘（2009年），第106、108-112页
72. 1 2 3  中國新聞網（2007年）
73. ↑  張晉銘（2009年），第112-114页
74. 1 2  Kennedy（1998年），第110-116页
75. ↑  Efron（1999年）
76. 1 2 3  Fogel（1998年），第818-820页
77. ↑  程兆奇（2013年），第759页
78. ↑  Entenmann（1996年）
79. ↑  Jeans（2005年），第149-195页
80. ↑  程兆奇（2013年），第763-764页
81. ↑  Kelly（2000年）
82. ↑  Burress（1999年）
83. ↑  IrisChang.net（1998年）
84. ↑  梁伯華（2011年），第127页
85. ↑  梁伯華（2011年），第89页
86. ↑  梁伯華（2011年），第88页
87. ↑  梁伯華（2011年），第90页
88. ↑  梁伯華（2011年），第94页
89. ↑  辛潔（2015年），第2页
90. ↑  梁伯華（2011年），第98页
91. ↑  Smith（2011年）
92. ↑  梁伯華（2011年），第99页
93. ↑  梁伯華（2011年），第101、104页
94. ↑  梁伯華（2011年），第115页
95. ↑  McLaughlin（2004年）
96. ↑  梁伯華（2011年），第108页

### 圖書
- （英文）Trevor, Malcolm. . Routledge. 2001. ISBN 1-903350-02-6.
- （中文）張純如. . 台北: 天下文化出版. 1997. ISBN 957-621-422-X.
- （中文）張純如. . 北京: 東方出版社. 1998. ISBN 7-5060-1052-6.
- （中文）張純如. . 北京: 中信出版社. 2013. ISBN 978-7-5086-3724-2.
- （中文）梁伯華. . 武汉: 湖北人民出版社. 2011. ISBN 978-7-216-05743-1.
- （中文）程兆奇. . 上海: 上海交通大学出版社. 2013. ISBN 978-7-313-09447-6.
- （中文）张连红; 经盛鸿; 陈虹. 南京师范大学南京大屠杀研究中心 , 编. . 南京: 南京师范大学出版社. 2005. ISBN 7-81101-242-1.
- （中文）吳天威 (编). . 日本侵華研究學會. 1998.
- （中文）朱成山 (编). . 南京: 南京出版社. 2012. ISBN 978-7-5533-0007-8.

### 期刊與論文
- （中文）姚明俐. . 淡江大學美國研究所硕士論文. 2004.
- （中文）張晉銘. . 长荣大学翻譯研究所硕士論文. 2009.
- （中文）辛潔. . 国际关系学院硕士論文. 2015.
- （中文）吳山青. . 文化交流. 2015, (12). ISSN 1004-1036.
- （中文）胡仰曦. . 传记文学. 2012, (11). ISSN 1003-0255.
- （英文）Efron, Sonni. . Los Angeles Times. 1999-06-06.
- （英文）Fogel, Joshua A. . The Journal of Asian Studies (Association for Asian Studies). 1998-08, 57 (3). JSTOR 2658758. doi:10.2307/2658758.
- （英文）Jeans, Roger B. . The Journal of Military History (Society for Military History). 2005-01, 69 (1): 149–195. doi:10.1353/jmh.2005.0025.

### 線上資源
- （英文）August, Oliver. . Times Online. 2005-03-17  [2018-12-08]. （原始内容存档于2020-02-26）.
- （英文）Benson, Heidi. . SFGate. 2005-04-17  [2018-12-13]. （原始内容存档于2018-12-13）.
- （英文）Burress, Charles. . SFGate. 1998-07-26  [2018-12-13]. （原始内容存档于2018-12-13）.
- （英文）Burress, Charles. . SFGate. 2004-11-11  [2018-12-13]. （原始内容存档于2018-12-13）.
- （英文）Burress, Charles. . vikingphoenix.com. 1999-06-18  [2018-12-19]. （原始内容存档于2001-03-05）.
- （英文）Entenmann, Robert. . H-Net. 1996  [2018-12-19]. （原始内容存档于2000-02-08）.
- （英文）Heath, Thomas. . The Washington Post. 2006-07-31  [2018-12-08]. （原始内容存档于2017-09-27）.
- （英文）Kelly, Timothy M. . Edogawa Women's Junior College Journal. 2000-03, (15)  [2018-12-19]. （原始内容存档于2008-03-20）.
- （英文）Kennedy, David M. . The Atlantic Monthly. Vol. 281 no. 4. 1998-04  [2018-12-19]. （原始内容存档于2018-12-19）.
- （英文）McLaughlin, Kathleen E. . SFGate. 2004-11-20  [2018-12-19]. （原始内容存档于2018-12-19）.
- （英文）Pasquale, Sue De. . pages.jh.edu.   [2018-12-19]. （原始内容存档于2018-07-24）.
- （英文）Smith, Charlie. . Georgia Straight Vancouver's News & Entertainment Weekly. 2011-05-25  [2018-12-19]. （原始内容存档于2011-07-30）.
- （英文）. IrisChang.net. 1998-09-01  [2018-12-19]. （原始内容存档于2007-07-06）.
- （英文）. UCSB Library. 2011-08-19  [2018-12-19]. （原始内容存档于2021-02-12）.
- （英文） (PDF), Global Alliance for Preserving the History of WW II in Asia,   [2007-07-27], （原始内容 (PDF)存档于2007-08-05）
- （英文） (PDF). Princeton University.   [2007-07-23]. （原始内容 (PDF)存档于2007-01-10）.
- （英文）. www.goodreads.com. Goodreads.   [2018-12-19]. （原始内容存档于2018-12-19）.
- （中文）老摇. . news.boxun.com. 博讯. 2006  [2018-12-19]. （原始内容存档于2008-08-23）.
- （中文）. 中國新聞網. 2007-12-13  [2018-12-19]. （原始内容存档于2018-12-19）.